# Katrin Wolter

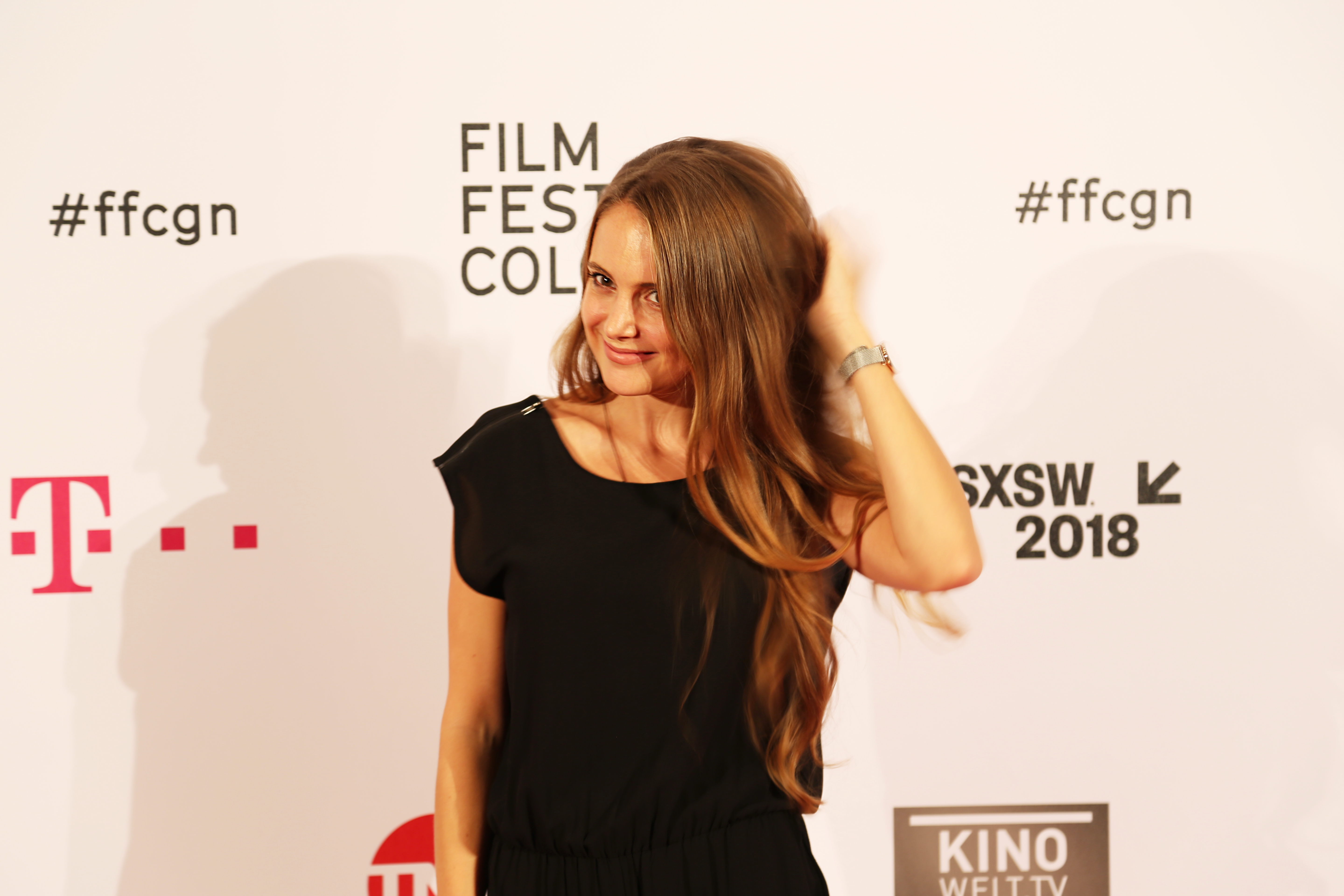
Katrin Wolter

Katrin Wolter (* 23. Januar 1983 in Weißenfels) ist eine deutsche Schauspielerin.

## Leben
Katrin Wolter wurde 1983 in Weißenfels, Sachsen-Anhalt, geboren. In den Jahren von 2008 bis 2011 besuchte sie die Arturo Schauspielschule in Köln. Ihren ersten großen Fernsehauftritt hatte sie in der Serie Verbotene Liebe, in der sie von 2012 bis 2013 die Rolle der Josie Zech spielte. Danach folgten zwei Auftritte in der Krimiserie Tatort. 2017 war Wolter in der fünften Staffel der Comedyserie Der Lehrer auf RTL zu sehen.
Neben ihrer Tätigkeit im Fernsehen wirkte sie bei mehreren Theaterproduktionen mit. Dazu zählen Kabale und Liebe von Friedrich Schiller und Einfach Marlene in den Aufführungen aus den Jahren 2012 und 2013.
Derzeit lebt Wolter in Köln.
In der rbb-Dokumentation Babyglück trotz Krebs – Katrin kämpft für zwei Leben wurde über ihre Schwangerschaft, die Geburt ihres Kindes und ihren gleichzeitigen Kampf gegen die zweitmalige Krebserkrankung berichtet.

## Filmografie (Auswahl)
- 2010: Unter Uns
- 2010: Alles was zählt
- 2012–2013: Verbotene Liebe
- 2014: Für immer ein Mörder – Der Fall Ritter
- 2015: Bad Trip
- 2015: Tatort – Frohe Ostern, Falke
- 2016: Tatort – Der treue Roy
- 2017: Der Lehrer – Wenn’s hilft, kann ich dir gerne eine scheuern!
- 2019: Daheim in den Bergen – Schwesternliebe (Fernsehserie, Folge 3)
- 2021: Daheim in den Bergen – Brüder (Fernsehserie, Folge 7)
- 2021: Alarm für Cobra 11 – Die Autobahnpolizei (Fernsehserie, Folge Innerer Feind)
- 2022: Billy Kuckuck – Mutterliebe (Fernsehreihe)
- 2025: Eine mit Herz – Familiengeheimnisse (Fernsehreihe)
- 2025: Unter Uns (Folge 7647)